# Gouvernement de Volhynie
1792–1925
Entités précédentes :
- République des Deux Nations

Entités suivantes :
- Voïvodie de Volhynie
- RSS d’Ukraine

Le gouvernement de Volhynie (en russe : Волынская губерния) est une division administrative de l’Empire russe, puis de la République socialiste soviétique d'Ukraine, située en Ukraine occidentale avec pour capitale la ville de Jitomir. Créé en 1792 sous le nom de gouvernement d’Iziaslav (jusqu’en 1795) le gouvernement exista jusqu’en 1925.

## Géographie
Le gouvernement de Volhynie était bordé par les gouvernements de Grodno, Minsk, Kiev et Podolie. À l’ouest le gouvernement avait une frontière avec l’Autriche-Hongrie et au nord-ouest avec le gouvernement de Chełm.
Le territoire du gouvernement de Volhynie se retrouve dans les actuels oblasts ukrainiens de Volhynie, Rivne, Jytomyr, Ternopil et Khmelnitski.

## Histoire

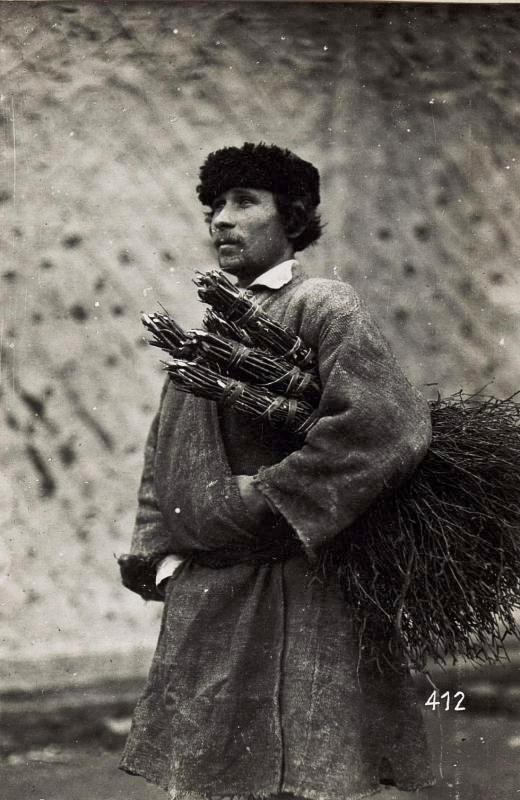
Paysan volhynien en 1917.

La région a été intégrée administrativement à l’empire russe au cours des partitions de la Pologne de 1793-1795. Initialement formé comme gouvernement d’Iziaslav (d’après sa capitale) le gouvernement est agrandi lors du Troisième partage de la Pologne et prend le nom de gouvernement de Volhynie (capitale : Novograd-Volynsk). En 1804 la capitale est déplacée à Jitomir.
La paix de Riga de 1921, mettant fin à la guerre soviéto-polonaise, attribue la majorité du territoire du gouvernement à la Deuxième République de Pologne. Le gouvernement existe encore dans sa partie orientale sous administration soviétique jusqu’à sa dissolution en 1925.

## Subdivisions administratives
Au début du XXe siècle le gouvernement de Volhynie était divisé en douze ouïezds : Vladimir-Volynsk, Doubno, Jitomir, Iziaslav, Kovel, Kremenets, Loutsk, Novograd-Volynsk, Ovroutch, Ostrog, Rovno et Starokonstantinov.

## Population
En 1897 la population du gouvernement était de 2 989 482 habitants, dont 70,1 % d’Ukrainiens ruthènes, 13,2 % de Juifs, 6,2 % de Polonais, 5,7 % d’Allemands, 3,5 % de Russes et une minorité tchèque.